# Onthophagus heurni
Onthophagus heurni là một loài bọ cánh cứng trong họ Bọ hung (Scarabaeidae).